# Kartenwinkelmesser

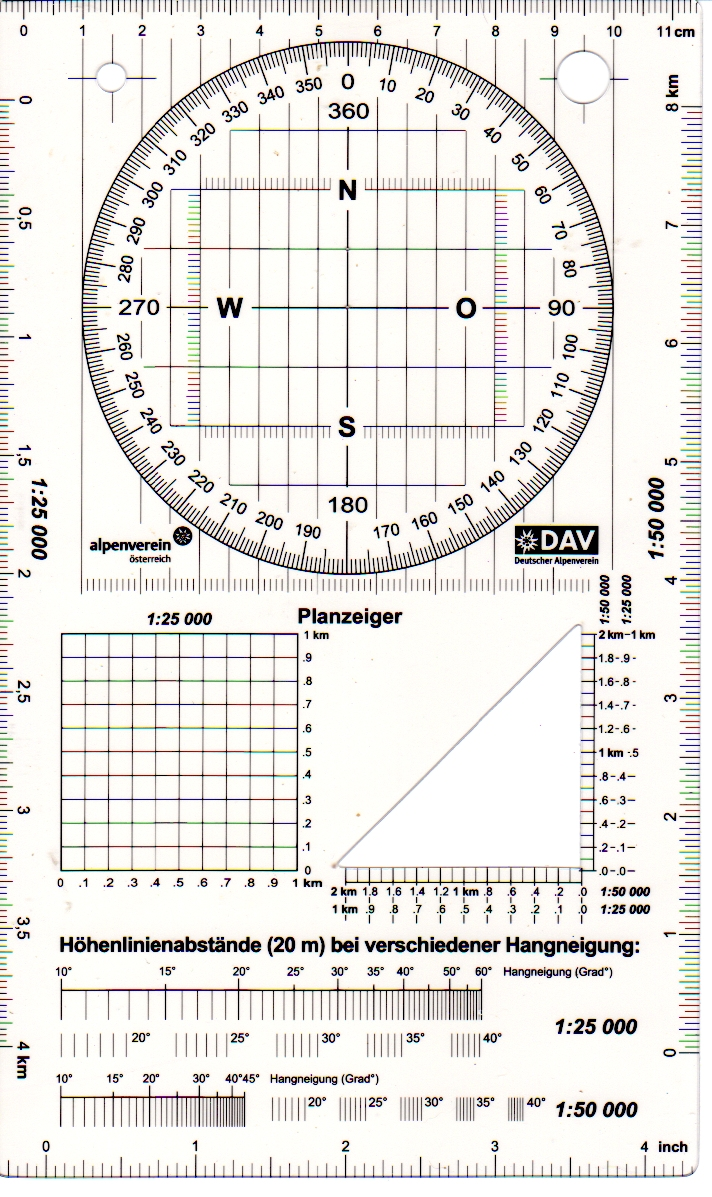
Kartenwinkelmesser des Deutschen Alpenvereins DAV

Ein Kartenwinkelmesser ist ein Hilfsmittel zum Messen von Richtungswinkeln auf einer Karte.
Es handelt sich meist um eine Platte aus durchsichtigem Kunststoff, auf die ein rechtsläufig geteilter Kreis angebracht ist. Innerhalb des Kreises ist ein Raster aus Linien zu finden, das es gestattet, den Winkelmesser in Richtung geografisch Nord auf der Karte zu positionieren.
Zum Gebrauch wird der Winkelmesser mit seiner Mittenmarkierung auf den eigenen Standort gelegt, wobei auf korrekte Nordpositionierung zu achten ist. Die gesuchte Richtung kann auf der Teilung mit dem mittig der Teilung befestigten Faden abgelesen werden.
Ein Kartenwinkelmesser ist wegen seiner Abmessungen genauer als das Arbeiten mit der Teilung eines Spiegelkompasses.
Neben der Kreisteilung finden sich auf der Platte meist auch noch zusätzliche Teilungen wie Planzeiger in verschiedenen Maßstäben.